# Hội chứng hậu COVID-19
Hội chứng hậu COVID-19 hay hội chứng COVID kéo dài, còn được gọi là hậu COVID, di chứng COVID, COVID kéo dài, COVID-19 hậu cấp tính, tác động lâu dài của COVID hoặc COVID mạn tính, là một tình trạng đặc trưng bởi các di chứng lâu dài, xuất hiện hoặc tồn tại sau thời gian dưỡng bệnh của bệnh nhân mắc COVID-19. hậu COVID có thể ảnh hưởng đến gần như mọi hệ cơ quan. Các di chứng có thể gặp: rối loạn hệ hô hấp, hệ thần kinh, rối loạn nhận thức thần kinh, rối loạn sức khỏe tâm thần, rối loạn chuyển hóa, rối loạn tim mạch, rối loạn tiêu hóa, khó chịu, mệt mỏi, đau cơ xương và thiếu máu. Các triệu chứng thường gặp: mệt mỏi, đau đầu, khó thở, mất khứu giác, rối loạn mùi vị, yếu cơ, sốt nhẹ và rối loạn chức năng nhận thức.
Bản chất chính xác của các triệu chứng và số người có triệu chứng lâu dài chưa được làm sáng tỏ và có tính thay đổi tùy theo mẫu dân số trong nghiên cứu, tùy theo định nghĩa được sử dụng và tùy theo khoảng thời gian được sử dụng trong nghiên cứu. Một cuộc khảo sát sơ bộ của Phòng Thống kê Quốc gia Vương quốc Anh ước tính rằng khoảng 10% những người có kết quả xét nghiệm dương tính với SARS-CoV-2 đã trải qua một hoặc nhiều triệu chứng trong hơn 12 tuần.
Các nghiên cứu về hậu COVID vẫn đang được tiến hành. Tính đến tháng 1 năm 2021, định nghĩa về căn bệnh vẫn chưa rõ ràng và còn quá sớm để đưa ra kết luận về cơ chế bệnh sinh. Hệ thống y tế ở một số quốc gia đã được huy động để giải quyết nhóm bệnh nhân này bằng cách thành lập các phòng khám chuyên khoa và đưa lời khuyên. Tuy nhiên, đây là căn bệnh không có đặc điểm rõ ràng, không có cơ chế hiểu biết cũng như tiêu chuẩn chẩn đoán cố định, và do đó được coi là bệnh vô căn và là một chẩn đoán loại trừ.
Hội chứng hậu COVID được quan sát thấy sau khi nhiễm COVID-19. Tính đến tháng 12 năm 2020, không có báo cáo sau khi tiêm chủng COVID-19 cho hơn 100.000 người tham gia thử nghiệm vắc-xin. 

## Thuật ngữ và định nghĩa
COVID kéo dài là một thuật ngữ do các bệnh nhân mắc bệnh sử dụng. Nhà khảo cổ học tại Đại học College London, Elisa Perego là người đầu tiên nhắc đến thuật ngữ này dưới dạng hashtag trên Twitter vào tháng 5 năm 2020.
Hội chứng hậu COVID không có định nghĩa duy nhất, chặt chẽ. Một nguyên tắc ngón tay cái là hội chứng hậu COVID đại diện cho các triệu chứng đã xuất hiện lâu hơn hai tháng, mặc dù mốc thời gian này chưa có nghiên cứu rõ ràng đối với nhiễm vi rút SARS-CoV-2.

### Định nghĩa của Vương quốc Anh
Viện Y tế và Chăm sóc Quốc gia Anh (NICE) chia COVID-19 thành ba định nghĩa theo giai đoạn lâm sàng:
- COVID-19 cấp tính cho các dấu hiệu và triệu chứng trong 4 tuần đầu tiên sau khi nhiễm virus corona gây hội chứng hô hấp cấp tính nặng 2 (SARS-CoV-2).
- các triệu chứng mới hoặc liên tục 4 tuần trở lên sau khi bắt đầu mắc COVID-19 cấp tính, cả hai triệu chứng này đều bao gồm dưới thuật ngữ 'COVID kéo dài' và chia thành:
  - COVID-19 có biểu hiện triệu chứng: tình trạng bệnh từ 4 đến 12 tuần sau khi khởi phát
  - hội chứng hậu COVID-19: tình trạng bệnh kéo dài 12 tuần trở lên sau khi khởi phát.

NICE mô tả thuật ngữ COVID kéo dài là "thường được sử dụng để mô tả các dấu hiệu và triệu chứng tiếp tục hoặc phát triển sau COVID-19 cấp tính. Thuật ngữ này bao gồm cả hội chứng COVID-19 có biểu hiện triệu chứng (từ 4 đến 12 tuần) và hội chứng hậu COVID-19 (12 tuần trở lên) ".
NICE định nghĩa hội chứng sau COVID-19 là "Các dấu hiệu và triệu chứng phát triển trong hoặc sau một đợt nhiễm trùng phù hợp với COVID‑19, kéo dài hơn 12 tuần và không được giải thích bằng chẩn đoán thay thế. Hội chứng biểu hiện bằng tập hợp nhóm triệu chứng cơ năng chồng chéo, dao động và thay đổi theo thời gian, có thể ảnh hưởng đến bất kỳ hệ cơ quan nào trong cơ thể. Có thể cân nhắc chẩn đoán bệnh nhân mắc Hội chứng hậu COVID-19 trước thời điểm 12 tuần khi tồn tại một căn bệnh thay thế đang được theo dõi".

### Định nghĩa của Hoa Kỳ
Tháng 2 năm 2021, Viện Y tế Quốc gia (NIH) cho biết các triệu chứng cơ năng của hậu COVID gồm mệt mỏi, khó thở, "sương mù não" (hay chứng não sương mù, tiếng Anh: brain fog), rối loạn giấc ngủ, sốt từng cơn, triệu chứng cơ năng của hệ tiêu hóa, lo lắng và trầm cảm. Các triệu chứng có thể tồn tại trong nhiều tháng, từ nhẹ đến mất khả năng lao động, với các triệu chứng mới phát sinh sau thời gian nhiễm bệnh. Giám đốc NIH, ông Francis Collins cho biết tình trạng này có thể được gọi chung là Di chứng sau nhiễm trùng SARS-CoV-2 cấp tính (Post-Acute Sequelae of SARS-CoV-2 infection, PASC).

## Tỷ lệ mắc bệnh
Một số báo cáo về bệnh mạn tính xuất hiện ở bệnh nhân sau khi nhiễm virus xuất hiện từ thời gian đầu của đại dịch COVID-19, gồm cả ở những người bị nhiễm trùng ban đầu nhẹ hoặc trung bình cũng như những người nhập viện do nhiễm trùng nặng. Trong một cuộc khảo sát kéo dài 4 năm sau khi dịch SARS hoành hành ở Hồng Kông, 42,5% người khỏi bệnh cho biết họ có ít nhất một chứng rối loạn tâm thần có thể chẩn đoán được giống như hậu chấn tâm lý, trầm cảm và mệt mỏi mạn tính.
Một số nghiên cứu cũng cho rằng trẻ em có thể có các triệu chứng mạn tính của nhiễm SARS-CoV-2.
Mặc dù bất kỳ ai bị nhiễm bệnh đều có thể dẫn đến mắc hậu COVID, nhưng những người bị bệnh đến mức phải nhập viện sẽ mất nhiều thời gian hơn để hồi phục. Đa số (lên đến 80%) những người nhập viện với bệnh nặng gặp các vấn đề lâu dài như mệt mỏi và khó thở. Những bệnh nhân bị nhiễm trùng ban đầu nặng, đặc biệt là những bệnh nhân phải thở máy, cũng có khả năng mắc hội chứng sau chăm sóc đặc biệt (PICS) sau khi hồi phục. Một nghiên cứu trên những bệnh nhân đã nhập viện ở Vũ Hán cho thấy phần lớn vẫn còn ít nhất một triệu chứng sau sáu tháng. Những bệnh nhân bị nặng hơn vẫn còn biểu hiện suy giảm chức năng phổi trầm trọng. Trong số 1733 bệnh nhân đã được xuất viện và theo dõi khoảng sáu tháng sau đó, các triệu chứng phổ biến nhất là mệt mỏi hoặc yếu cơ (63%), khó ngủ (26%), và lo lắng hoặc trầm cảm (23%).
Một số người bị các triệu chứng thần kinh kéo dài mặc dù chưa bao giờ nhập viện vì COVID-19; nghiên cứu đầu tiên về dân số này được công bố vào tháng 3 năm 2021. Thông thường, những bệnh nhân không nhập viện này trải qua "tình trạng 'sương mù não' đặc hiệu, dai dẳng và triệu chứng mệt mỏi ảnh hưởng đến nhận thức và chất lượng cuộc sống của họ."
Tháng 1 năm 2021, một nghiên cứu ở Anh báo cáo rằng 30% bệnh nhân hồi phục được chuyển đến bệnh viện trong vòng 140 ngày, và 12% trong tổng số bệnh nhân tử vong. Nhiều ca mắc bệnh tiểu đường là những ca mới, cũng như gặp các vấn đề về tim, gan và thận. Tại thời điểm đó vẫn chưa xác định được cơ chế giảm insulin.
Tháng 3 năm 2021, trong một cuộc khảo sát với 463 người, Hiệp hội Bác sĩ Indonesia kết luận 63,5% số người được hỏi tự báo cáo các triệu chứng kéo dài sau khi nhiễm SARS-CoV-2. Tập hợp các triệu chứng chính xác không được nhắc đến. Theo bài báo, mệt mỏi và ho là những triệu chứng phổ biến nhất, sau đó là đau cơ và đau đầu.
Tháng 5 năm 2021, một đánh giá có hệ thống toàn cầu do các nhà nghiên cứu tại Đại học Stanford dẫn đầu đã báo cáo rằng một loạt các triệu chứng vẫn tồn tại ở hơn 70% bệnh nhân COVID-19 vài tháng sau khi hồi phục từ giai đoạn đầu của bệnh. Hầu hết bệnh nhân trong nghiên cứu này đều đã từng nhập viện trước đó. Các triệu chứng mạn tính phổ biến nhất bao gồm khó thở, mệt mỏi và rối loạn giấc ngủ. Tóm lại, nghiên cứu đã báo cáo 84 dấu hiệu hoặc triệu chứng lâm sàng, gồm mất vị giác và khứu giác, rối loạn nhận thức như mất trí nhớ và khó tập trung, trầm cảm và lo lắng.

## Nguyên nhân
Hiện tại vẫn chưa rõ lý do tại sao hầu hết bệnh nhân hồi phục hoàn toàn trong vòng hai đến ba tuần và có nhưng bệnh nhân phải trải qua các triệu chứng trong nhiều tuần hoặc nhiều tháng. Một số cơ chế bệnh sinh đã được đề xuất.
Một bài báo đánh giá vào tháng 3 năm 2021 đã trích dẫn các quá trình sinh lý bệnh sau đây là nguyên nhân chính gây ra COVID dài:
- độc tính trực tiếp trong mô bị nhiễm vi rút, đặc biệt là phổi
- viêm liên tục do rối loạn điều hòa hệ miễn dịch sau nhiễm trùng (tự miễn)
- tổn thương mạch máu và thiếu máu cục bộ do vi rút gây ra tình trạng tăng đông máu và huyết khối
- suy giảm điều hòa hệ renin-angiotensin liên quan đến tác động của SARS-CoV-2 trên mô mang thụ thể ACE2

Tháng 10 năm 2020, một đánh giá của Viện Nghiên cứu Y tế Quốc gia Vương quốc Anh đã đưa ra giả thuyết rằng các triệu chứng hậu COVID liên tục có thể là do bốn hội chứng:
- tổn thương vĩnh viễn cho phổi và tim,
- hội chứng chăm sóc sau chăm sóc đặc biệt,
- Mệt mỏi sau khi nhiễm vi-rút, giống như hội chứng mệt mỏi mãn tính (ME/CFS)
- tiếp tục duy trì các triệu chứng của COVID-19.

Các bệnh cảnh khác có thể gây ra triệu chứng mới gồm:
- vi rút tồn tại trong một thời gian dài hơn bình thường, do phản ứng miễn dịch kém hiệu quả;[40]
- tái nhiễm (ví dụ, với một chủng vi rút khác);[40]
- tổn thương do viêm và đáp ứng miễn dịch mạnh đối với nhiễm trùng;[40]
- suy giảm thể chất do lười vận động khi bị ốm;[40]
- hậu chấn tâm ký hoặc các di chứng tâm thần khác,[40] đặc biệt ở những người trước đây đã từng trải qua lo lắng, trầm cảm, mất ngủ hoặc các khó khăn về sức khỏe tâm thần khác.[43]

### Điểm tương đồng với các hội chứng khác
COVID kéo dài tương tự như hội chứng hậu virus Ebola và các hội chứng sau nhiễm trùng được thấy ở chikungunya. Bệnh nhiễm trùng dẫn đến hội chứng ME/CFS. Sinh lý bệnh của COVID kéo dài có thể tương tự như các bệnh cảnh nêi trên. Một số bệnh nhân COVID lâu năm ở Canada đã được chẩn đoán mắc ME/CFS, một "bệnh thần kinh đa hệ thống, suy nhược được cho là do bệnh truyền nhiễm gây ra trong phần lớn các trường hợp". Chuyên gia về ME/CFS tại Thành phố Salt Lake, Hoa Kỳ, bà Lucinda Bateman cho rằng hai hội chứng này giống hệt nhau. Ông Anthony Fauci, cố vấn y tế của chính phủ Hoa Kỳ, nói rằng cần nghiên cứu thêm về ME/CFS, và rằng COVID-19 là một “tác nhân gây bệnh đã được xác định rõ và sẽ rất hữu ích trong việc giúp chúng tôi có thể hiểu được [về ME/CFS]”.